# Eurychaeta muscaria
Eurychaeta muscaria är en tvåvingeart som först beskrevs av Johann Wilhelm Meigen 1826.  Eurychaeta muscaria ingår i släktet Eurychaeta och familjen spyflugor. Inga underarter finns listade i Catalogue of Life.